# Język marathi
Język marathi (także: maratyjski, maracki, mar. मराठी marāṭhī) – język z grupy indoaryjskiej. Jest jednym z najszerzej używanych w Indiach języków. Według Ethnologue (wyd. 22, 2019) posługuje się nim ponad 95 mln ludzi. Dla 12 mln jest to drugi język. 
Zapisywany jest alfabetem sylabicznym dewanagari. Posiada długą tradycję literacką. Pierwszy dokument w języku, który prawdopodobnie był przodkiem marathi, został znaleziony w stanie Karnataka, a jego wiek datowany jest na około 1300 lat.
Inne nazwy tego języka to: maharashtria, maharathi, malhatee lub marthi.

## Klasyfikacja
Język marathi jest centralnym odłamem grupy języków indyjskich (indoaryjskich), należącej do rodziny języków indoeuropejskich.

## Gramatyka
Język marathi, podobnie jak wszystkie inne języki z grupy indoaryjskiej, wywodzi się z sanskrytu, a dokładniej z języka wedyjskiego. Częściowo zachował się w nim sanskrycki miejscownik:
Sanskryt:
prabhaat: świt
gR^iha: dom
prabhaate: o świcie
gR^ihe: w domu
Marathi:
pahaaT: świt
ghar: dom
pahaaTe: o świcie
gharI/gharaat/: w domu

## Użytkownicy
Większość użytkowników języka marathi mieszka w indyjskim stanie Maharashtra, lecz żyją oni także w sąsiednim Gujarat, Madhya Pradesh, Goa, Karnataka oraz Andhra Pradesh. Etnologowie odnotowują także osoby nim się posługujące w Izraelu, które trafiły tam w wyniku emigracji Żydów z Półwyspu Indyjskiego i Mauritiusa.
Istnieje również Wikipedia w języku marathi.

## Oficjalny status
Marathi jest oficjalnym językiem urzędowym stanu Maharashtra. Konstytucja Indii wymienia go jako jeden z dwudziestu dwóch oficjalnych języków tego kraju.